# Tag mig. – Håll mig. – Smek mig sakta
Tag mig. – Håll mig. – Smek mig sakta är en dikt av Harriet Löwenhjelm. Den anses vara skriven 1917–1918 under hennes sista levnadsår och publicerades 1919 i den postumt utgivna diktsamlingen Dikter med dem tillhörande teckningar valda ur Harriet Löwenhjelms efterlämnade papper.

## Bakgrund
Harriet Löwenhjelm växte upp i en överklassfamilj och ägnade mycket tid åt bildkonst. Hennes dikter beskrivs som eleganta och humoristiska och tillkom tillsammans med teckningar i boken Manuskriptboken, som lämnades till Elsa Björkman-Goldschmidt innan hennes död med en önskan om att den skulle publiceras. Hennes dikter innehåller oftast ett djup och en religiös grund som hennes uppfostran bidrog till. Den beskrivs vara en adlig, stram och rätt sträng kristen uppfostran.

## Form och innehåll
Dikten innehåller tre strofer med korta meningar, mellan tre och sju ord långa med sammanlagt 122 ord. Språket i dikten är väldigt vardagligt med enkla ord men samtidigt beskrivande med verb och adjektiv. Orden på den första raden och på den tredje rimmar samt den andra med den fjärde i ett fast mönster. Det är bara i den andra strofen det skiljer sig lite på grund av att den har en till versrad då det första ordet rimmar med tredje och femte raden. Några exempel på rim i texten: sakta-fakta, stund-blund, låga-fråga-våga och kropp-opp. Rimmen är uppbyggda väldigt naturligt så att dikten blir lätt att ta till sig. De flesta rimorden är korta med en eller några få stavelser. Rytmen i texten förändras under läsningens gång då första strofen har en mer vaggande rytm. Harriet Löwenhjelm skriver om att bli omfamnad på sin sjukbädd vilket rytmen förstärker. Stroferna har en fallande rytm då versraderna oftast börjar med en enda stavelse. Rytmen förstärks också av tretal som används i första raden "Tag mig. - Håll mig.- Smek mig sakta". Andra strofen har en annan betoning då diktens mening blir allvarligare. Anaforer används dessutom på ett regelbundet sätt och inleder varannan versrad i form av ”Inatt skall jag dö”. Diktens innehåll består av ett personligt diktjag som förmedlar en känsla av ångest, eftersom författarinnan kunde räkna ner timmarna till sin död.

## Språk och stil
- Retoriska uttryck: I andra strofen av texten använder sig författaren av retoriska uttryck i form av frågor som inte behöver besvaras. Exempel på dessa: ”Inatt skall jag dö. – Vem, vem skall jag fråga?” och ”Inatt skall jag dö.- och hur skall jag våga?”
- Metaforer: I andra stycket, första versraden står det "Inatt skall jag dö. - Det flämtar en låga."
- Utrop: I andra strofen när Löwenhjelm använder sig av de retoriska uttrycken kan orden "Inatt skall jag dö" beskrivas som ett utrop. Hon nästan skriker ut orden av den panik och ångest hon har.
- Symboler: På sjätte versraden "stanna tills jag själv måste gå" blir ordet gå en symbol för döden då hon vill att hennes älskade ska stanna kvar tills hon dör.
- Stegring: Dikten börjar med en mjuk vaggande känsla för att sedan gå över till ångest och till ett "kall" då den avslutas med hennes begravning.